# اسلام‌شناسی: درس‌های حسینیه ارشاد

درس‌های اسلام‌شناسی شریعتی از مهم‌ترین و جنجال برانگیزترین کتاب‌های شریعتی بود.

اسلام‌شناسی: درس‌های حسینیه ارشاد نام کتابی سه‌جلدی از علی شریعتی بر پایه درس‌هایی است که در حسینیه ارشاد ارائه شده‌است. این سه جلد کتاب، مجموعه آثار شماره ۱۶، ۱۷ و ۱۸ در مجموعه‌آثار ۳۶جلدی شریعتی هستند.

## محتوا
این کتاب باطرح کلی و اساسی مکتب بر پایه جهان بینی آغاز می‌شود؛ و در ادامه با بیان و شرح شعب جهان‌بینی مکتب یعنی فلسفه تاریخ، جامعه‌شناسی و انسان‌شناسی و در ضمن مقایسه مکاتب دیگر نتیجه نهایی ارائه مکتب را فراهم آمدن ایدیولوژی ای می‌داند که جامعه آرمانی مولود آن است.
بخش عمده کتاب را تشریح نقش جهان بینی توحیدی اسلام در برابر تثلیث و چندگانگی در سایر مذاهب و آثار و مآثر آن تشکیل می‌دهد.
شریعتی در این کتاب انسان آرمانی را بر پایه باور و اعتقاد به توحید (به معنای مقهوربودن در برابر اراده و مشیت الهی و جهت‌یابی وی به سمت آرمان هستی) مولود همان جامعه آرمانی می‌داند که اسلام (به عنوان مکتب) درصدد تهیت آن است. ایده‌ای مطلق که بر پایه سنت و کتاب اسلام فلاح و رستگاری دنیا و آخرت نوع بشر را فراهم می‌آورد.
در این کتاب نقدهایی به مکتب‌هایی چون مارکسیسم، ماتریالیسم و ایدئالیسم وارد شده‌است.